# Jorge de Alarcão
Jorge Nogueira Lobo de Alarcão e Silva, mais conhecido como Jorge de Alarcão (n. Coimbra, 3 de Novembro de 1934) é um historiador, professor e arqueólogo português.

## Biografia

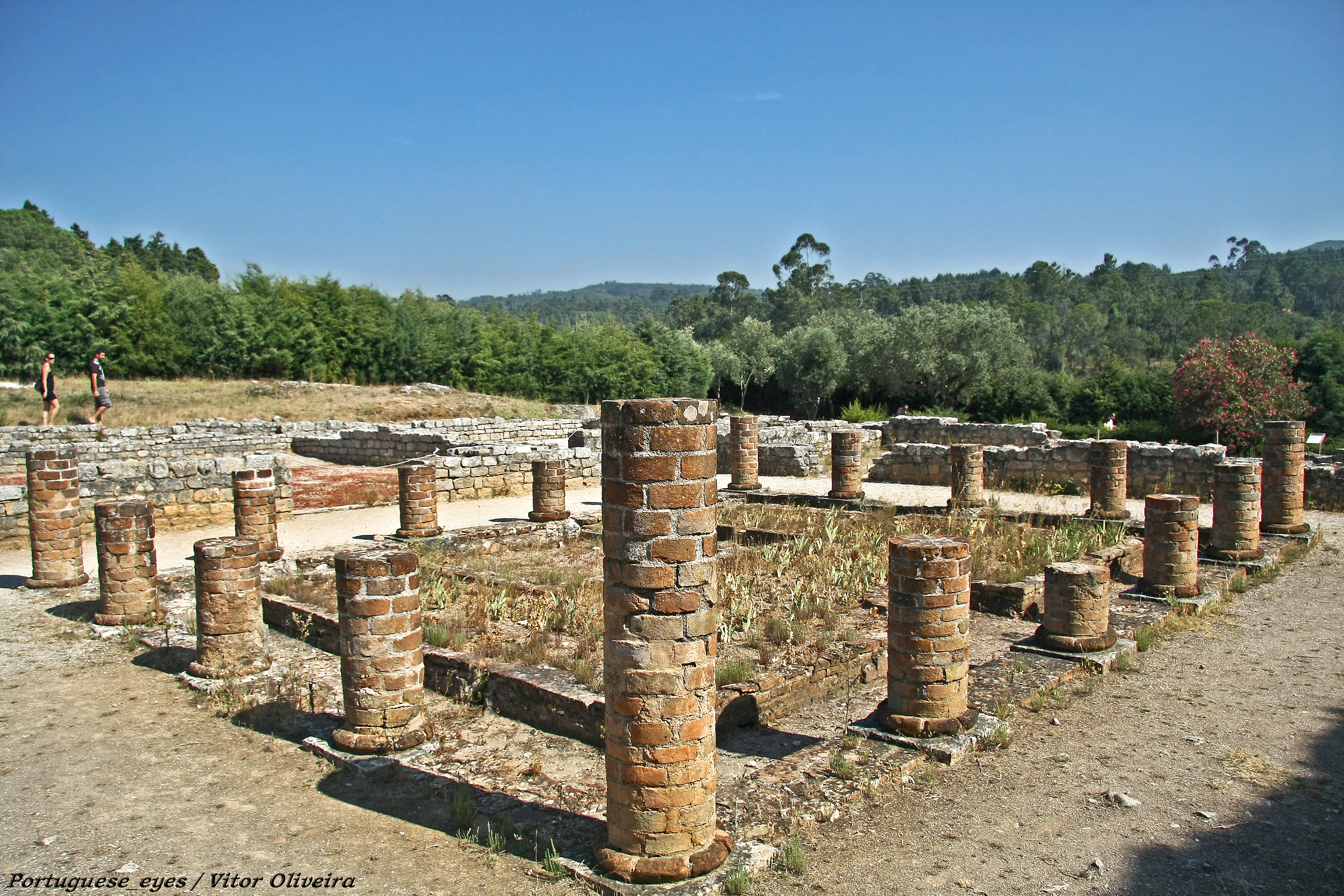
Vista parcial das Ruínas de Conímbriga.

### Nascimento e formação
Nasceu na cidade de Coimbra, em 3 de Novembro de 1934. Também foi aqui que fez a sua formação, tendo em 1958 terminado uma licenciatura em Ciências Históricas e Filosóficas, com distinção. Também estudou no Instituto de Arqueologia da Universidade de Londres entre 1960 e 1962, como bolseiro da Fundação Calouste Gulbenkian, tendo recebido os Academic Postgraduate Diploma in European Archaeology e Diploma in Archaeological Conservation. Também foi distinguido com o prémio Gordon Childe, que é dado anualmente ao melhor aluno naquele instituto.
Em 1963, começou a trabalhar como assistente na Faculdade de Letras de Coimbra, e em 1974 concluiu o doutoramento em Pré-História e Arqueologia, com a tese Cerâmica Comum Local e Regional de Conimbriga.

### Carreira profissional
Trabalhou como historiador e arqueólogo, tendo-se destacado como um dos principais investigadores do período romano em Portugal. Posteriormente, também se debruçou sobre a teoria da arqueologia. Escreveu um grande número de livros e artigos sobre o tema da história, tendo uma das das suas principais obras sido Roman Portugal, que foi publicada no Reino Unido pela editora Warminster, em 1988. Também investigou outros períodos históricos, tendo por exemplo escrito o ensaio Ourique – O Lugar Controverso, sobre a lendária Batalha de Ourique, no Século XII.
Esteve à frente de várias sondagens arqueológicas, incluindo na Villa romana de São Cucufate, no Alentejo, junto com o professor Robert Etienne e Françoise Mayet. Fez parte de uma equipa luso-francesa que investigou as Ruínas de Conímbriga, e estudou a antiga cidade romana de Balsa, no Algarve, que descreveu em várias obras. Em 1969, foi responsável pela organização do Catálogo do Gabinete de Numismática e Antiguidades da Biblioteca Nacional, em conjunto com Manuela Delgado. Em 1977, foi o coordenador dos primeiros trabalhos arqueológicos sistemáticos nas ruínas de Bracara Augusta. Também trabalhou em conjunto com o historiador Eduardo Pires de Oliveira.
Em Junho de 2013, foi um dos investigadores convidados para uma conferência no Museu de Água de Coimbra, sobre o processo de desassoriamento do Rio Mondego.
Em 1978 começou a trabalhar como professor extraordinário na Faculdade de Letras de Coimbra, sendo promovido a professor catedrático em 1980. Tem ensinado em vários temas ligados à história, como arqueologia clássica, história antiga, pré-história e proto-história. Foi presidente do Conselho Directivo da Faculdade de Letras de Coimbra de 1974 a 1976 e de 1981 a 1983, e do Conselho Científico entre 1994 e 1998. Entre 1967 e 2000, liderou o Instituto de Arqueologia da Faculdade.
Também ocupou a posição de director no Museu Machado de Castro, em Coimbra, de 1967 a 1974, e presidiu à Comissão Directiva do Teatro Académico de Gil Vicente entre 1985 e 1992. Passou igualmente pela Câmara Municipal de Coimbra, onde foi vereador para a cultura entre 1980 e 1982, e fez parte da Assembleia Municipal entre 1983 e 1985.
Em Maio de 2002, aposentou-se da carreira docente.

### Homenagens
Em 1985, recebeu o título de doutor honoris causa pela Universidade de Bordéus, e em 1996 pela Universidade de Santiago de Compostela. Também foi homenageado com o prémio Raoul Duseigneur da Académie des Inscriptions et Belles-Lettres, em Paris, pela sua obra Les villas romaines de São Cucufate, Portugal, escrita em colaboração com Robert Etienne e Françoise Mayet. É sócio de várias organizações nacionais e internacionais, como a Associação dos Arqueólogos Portugueses, a Academia das Ciências de Lisboa, o Instituto de Coimbra, a Sociedade Portuguesa de Antropologia e Etnologia, a Associação Portuguesa de Estudos Clássicos, a Associação Profissional dos Arqueólogos, o Instituto Arqueológico Alemão, a Hispanic Society of America, e a Society for the Promotion of Roman Studies.
Em 1991, foi condecorado com o oficialato da ordem francesa das Palmas Académicas. Também recebeu o Prémio Gulbenkian de Arqueologia 1999-2000 pela sua obra Conimbriga: o chão escutado, e em 2003 foi galardoado com o prémio internacional Genio Protector da Colonia Augusta Emerita, organizado pela Fundação de Estudos Romanos e pelo Grupo de Amigos do Museo Nacional de Arte Romano de Mérida, em Espanha. Em 2008, foi homenageado com a Medalha de Ouro da Câmara Municipal de Coimbra.. Em 2016 foi homenageado pela Liga dos Amigos do Museu Francisco Tavares Proença Júnior, em Castelo Branco.
Em Dezembro de 2019, a sua obra A Lusitânia e a Galécia. Do séc. II a.C. ao séc. VI d.C. recebeu o Prémio Joaquim de Carvalho, atribuído pela Universidade de Coimbra.

## Obras publicadas
- ALARCÃO, Jorge de; MADEIRA, José Luís Madeira; CARVALHO, Pedro C. (2019). A torre de Centum Celas (Belmonte). [S.l.]: ArqueoHoje. 30 páginas. ISBN 978-989-54407-0-2
- ALARCÃO, Jorge de; MADEIRA, José Luís (2018). A Lusitânia e a Galécia: do séc. II a.C. ao séc. VI d.C. Coimbra: Imprensa da Universidade de Coimbra. 396 páginas. ISBN 978-989-26-1478-6
- ALARCÃO, Jorge de (2015). Ourique: o lugar controverso 1.ª ed. Porto: Livraria Figueirinhas. 79 páginas
- ALARCÃO, Jorge de; PEDRO, Francisco (2015). Casas e famílias antigas do Espinhal. Espinhal: Junta de Freguesia do Espinhal. 50 páginas. ISBN 978-989-99371-0-9
- ALARCÃO, Jorge de (2013). A Beira Baixa: terra tomada sem guerra. Coimbra: Centro de Estudos Arqueológicos das Universidades de Coimbra e Porto. 95 páginas. ISBN 978-989-95954-5-3
- ALARCÃO, Jorge de; MADEIRA, José Luís (2013). A judiaria velha de Coimbra e as torres sineiras de Santa Cruz. Coimbra: Centro de Estudos Arqueológicos das Universidades de Coimbra e Porto. 114 páginas. ISBN 978-989-95954-6-0
- ALARCÃO, Jorge de; MADEIRA, José Luís (2012). As pontes de Coimbra que se afogaram no rio. Coimbra: Ordem dos Engenheiros. 111 páginas. ISBN 978-989-8152-08-4
- ALARCÃO, Jorge de; BARROCA, Mário; CARDOSO, José Luís et al (2012). Dicionário de arqueologia portuguesa. Porto: Figueirinhas. 417 páginas. ISBN 978-972-661-219-3
- SERRÃO, Joel (dir); MARQUES, A. H. de Oliveira; ALARCÃO, Jorge de (coordenador) (2011). Dicionário de arqueologia portuguesa 2.ª ed. Lisboa: Presença. 558 páginas. ISBN 978-972-23-1313-1
- OLIVEIRA, Ana; CANTANHEDE, Francisco; GAGO, Marília; ALARCÃO, Jorge de; DIAS, João Alves; COELHO, Maria Helena Cruz (revisores científicos) (2011). HGP: história e geografia de Portugal, 5.º ano. 2 volumes 1.ª ed. Lisboa: Texto. pp. 93 (Volume I);  112 (Volume II). ISBN 978-972-47-4223-6-1
- ALARCÃO, Jorge de; MADEIRA, José Luís (2010). As casas da zona B de Conimbriga. Coimbra: Centro de Estudos Arqueológicos das Universidades de Coimbra e Porto. 64 páginas. ISBN 978-989-95954-1-5
- ALARCÃO, Jorge de;  et al. (2009). O Fórum de Aeminium: a busca do desenho original. The Forum of Aeminium: the search for the original design. Traduzido por BURROWS, Jean. Lisboa, Coimbra e Amadora: Instituto dos Museus e da Conservação, Museu Nacional Machado de Castro e EDIFER. 107 páginas. ISBN 978-972-776-394-8
- ALARCÃO, Jorge de; MADEIRA, José Luís; CARVALHO, Mariana M.; JORGE, Filipe; BOAVIDA, João (2008). Coimbra: a montagem do cenário urbano. Coimbra: Imprensa da Universidade. 308 páginas. ISBN 978-989-8074-30-0
- ALARCÃO, Jorge de; MADEIRA, José Luís (2004). Introdução ao estudo da tecnologia romana. Col: Cadernos de arqueologia e arte. 7. Coimbra: Instituto de Arqueologia da Faculdade de Letras da Universidade de Coimbra. 195 páginas. ISBN 972-9004-18-8
- ALARCÃO, Jorge de (2002). O domínio romano em Portugal. Col: Forum da história. Volume 1 4.ª ed. Mem Martins: Europa-América. 244 páginas. ISBN 972-1-02627-1